# Артек (табір)
«Артек» — міжнародний дитячий центр біля підніжжя південно-західного схилу гори Аю-Даг у Криму (окупований Росією), поблизу селища Гурзуф. Визнаний лідер в організації дитячого відпочинку серед 100 тисяч таборів із 50 країн світу. За більш ніж 80-річну історію в Артеці відпочило понад 1,5 млн дітей із 130 країн. Названий так від імені урочища Артек. Табір було відкрито 16 червня 1925 року під егідою Червоного Хреста РРФСР. 2006 року Артек став єдиним у світі дитячим центром, якому було присвоєно статус «Під егідою ЮНЕСКО».

## Географія
«Артек» розташований на березі Чорного моря в південній частині Кримського півострова, на одній широті з Флоренцією, Марселем, Більбао і Бостоном, між Ялтою і Алуштою — двома найбільшими туристичними центрами. Тут м'який середземноморський субтропічний клімат. «Артек» займає територію в 208 га, включаючи 60 га парків та 42 га пляжів.

Карта табору

## Походження назви
Табір отримав свою назву за місцем розташування — в урочищі Артек на березі однойменної річки (первинна назва — «Табір в Артеці»). Походження самого слова, як і багатьох інших кримських топонімів не має однозначного тлумачення. Найбільш обґрунтовані версії зв'язують його з грецькими словами «άρκτος» (ведмідь) — за розташуванням біля «Ведмідь-гори», «oρτύκια» (перепілка), «άρτος» (хліб) або татарським «арты́к» (зайвий, особливий). У працях академіка Грекова згадується заселена русами «Артанія», що розташовувалася, на думку вченого, в Причорноморській Русі.
У самому таборі зараз найпопулярнішою є версія, пов'язана з перепілками. Існує ідіома «Артек — перепелячий острівець» і пісня з такою назвою.
Указом Президії Верховної Ради СРСР від 21 червня 1939 р. (скасовано Указом Президії Верховної Ради СРСР від 15 січня 1962 р.) Всесоюзному санаторному піонерському табору «Артек» було присвоєно ім'я В.М. Молотова, який курирував «Артек» в уряді і часто приїжджав до табору.

## Історія

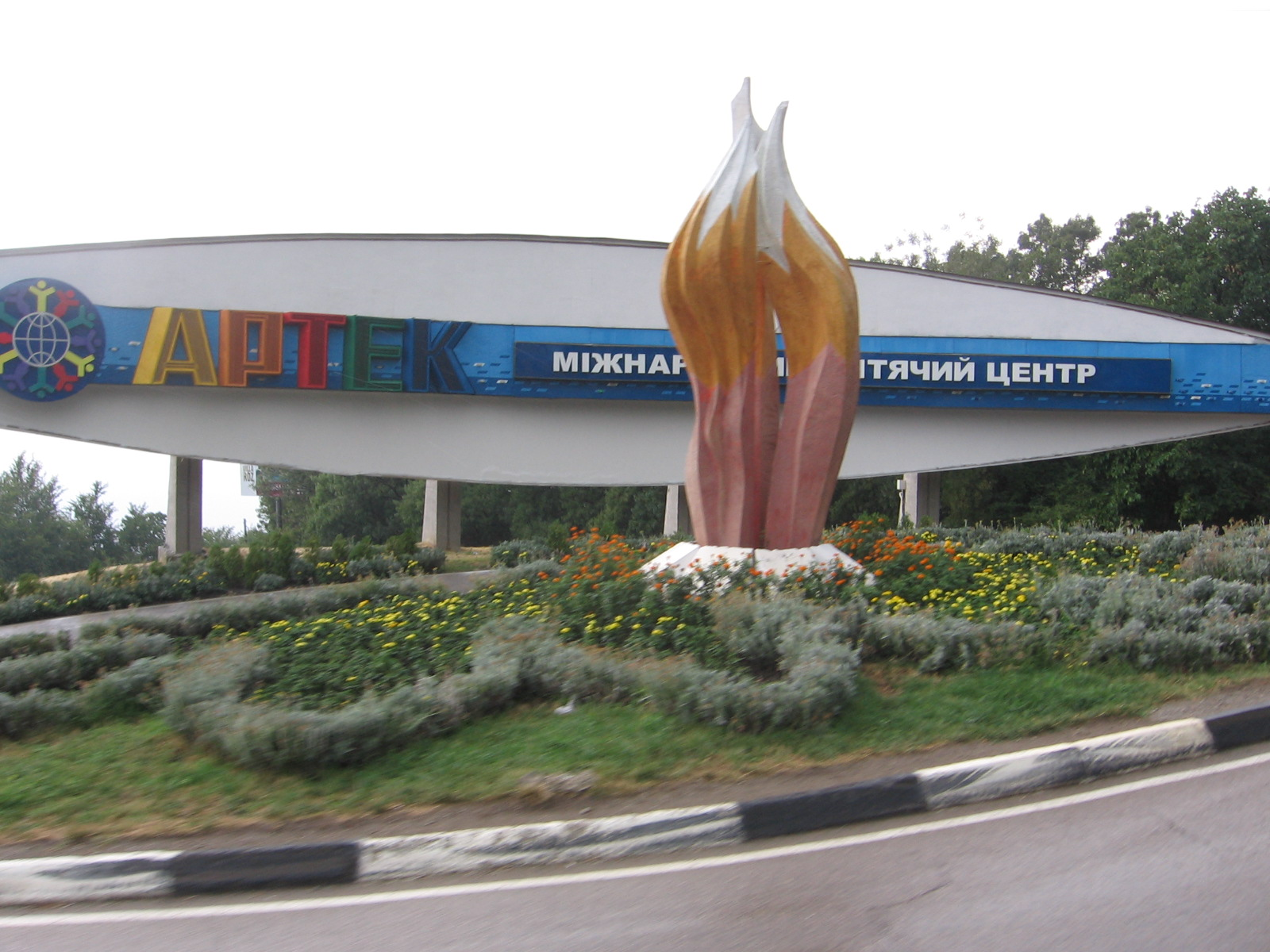
Вид із вікна тролейбуса Сімферополь — Ялта на стелу табору «Артек»

«Артек» був заснований як табір-санаторій для дітей, які страждають туберкульозом, за ініціативою голови Російського товариства Червоного Хреста Зіновія Петровича Соловйова.
Це був перший у СРСР санаторний піонерський табір.
Вперше про створення дитячого табору в Артеку було оголошено 5 листопада 1924 року на святі московської піонерії. Діяльну участь у підготовці до відкриття табору взяло Російське Товариство Червоного Хреста (РТЧХ), Російський комуністичний союз молоді і Центральне Бюро юних піонерів. Керував підготовкою особисто З. П. Соловйов. Мабуть, тому в деяких джерелах він вказується, як перший директор «Артеку», хоча безпосереднє керівництво табором відразу ж після його відкриття було доручено Ф. Ф. Шішмареву.
Табір був відкритий 16 червня 1925 року. На першу зміну приїхало 80 піонерів з Москви, Іванова і Криму. Вже наступного року в таборі побувала перша закордонна делегація — піонери з Німеччини. Перші артеківці жили в брезентових наметах. Через два роки на березі були поставлені легкі фанерні будиночки. А в 30-ті роки, завдяки побудованому у верхньому парку зимового корпусу, «Артек» поступово був переведений на цілорічну роботу.
17 листопада 1936 року до складу Артеку увійшов експропрійований популярний на початку ХХ століття курорт Суук Су родини інженера з полтавської губернії Володимира Березіна. До табору були включені споруди та території експропрійовані у родин поміщиків та дворян колишньої Російської імперії.
В 1936 році в «Артеці» пройшла зміна піонерів-орденоносців, нагороджених урядовими нагородами, а в 1937 році табір прийняв дітей з охопленої Громадянської війною Іспанії.
У роки Німецько-радянської війни «Артек» був евакуйований через Москву в Сталінград, а потім в Алтайське селище Білокуриха. Там, разом з хлопцями, які опинилися на початку війни в Криму, відпочивали і сибірські школярі. Відразу ж після звільнення Криму від окупантів у квітні 1944 року почалося відновлення «Артеку». У серпні відкрилася перша післявоєнна зміна. Через рік територія табору була збільшена до нинішніх розмірів.
В 1952 році турецький поет Назим Хікмет відвідав «Артек», де під час прогулянки по табору, підіймаючись по сходах, з жахом виявив, що стоїть на могильній плиті з висловами з Корану. Після депортації кримських татар в 1944 році кримськотатарські кладовища в Криму рівняли із землею, а надгробки використовувалися в якості будівельного матеріалу. Один з таких могильних каменів був взятий робітниками з кримськотатарського кладовища і покладений написом вгору в якості сходинки в таборі «Кипарисний» (входить до складу «Артеку»). В той же день плиту прибрали.
З початку 60х років в таборі проводилася реконструкція за проєктом А. Т. Полянського. До 1969 року в «Артеці» налічувалося вже 150 будівель, 3 медичних центри, школа, кіностудія «Артекфільм», 3 плавальних басейни, стадіон на 7000 місць та дитячі майданчики для різних потреб.
У радянські часи путівка в «Артек» вважалася престижною нагородою, як для радянських дітей, так і за кордоном. У межах однієї школи, путівками удостоювалися найкращі з піонерів за численними показниками (участь у справах піонерської дружини, поведінка, успішність тощо). У дні розквіту щорічна кількість путівок до «Артеку» становила 27 000. У період між 1925—1969 рр. «Артек» прийняв 300 000 дітей, включаючи більше 13 000 дітей з сімнадцяти зарубіжних країн.
Почесними гостями «Артеку» в різні роки були Леонід Брежнєв, Юрій Гагарін, Індіра Ганді, Урхо Кекконен, Микита Хрущов, Джавахарлал Неру, Отто Шмідт, Хо Ши Мін, Пальміро Тольятті, Бенджамін Спок, Таль Михайло Нехемійович, Валентина Терешкова, Лев Яшин. У липні 1983 року — Саманта Сміт.
У серпні 1985 року в Артеку відбулося міжнародне дитяче свято «Салют, мир! Салют, фестиваль!» на честь XII Всесвітньому фестивалі молоді та студентів.

## Після окупації
2014 року дитячий центр був тимчасово привласнений окупаційною владою РФ в анексованому Криму.
До анексії Криму Росією в Артеці 60 % українських дітей відпочивали на субсидованій основі, або безкоштовно: діти з сімей з низьким рівнем доходів, багатодітних сімей, сироти, інваліди та обдаровані діти. У липні 2008 року повна вартість тритижневої путівки становила 1050—2150 доларів.
«Артек» складається із 9 таборів, з них 5 працюють цілий рік і 4 лише в сезон. Одночасно центр приймає близько 3 тисяч хлопчиків та дівчаток віком з 10 до 16 років. Діти відпочивають в «Артеці» 21 день літом і 30 днів узимку. Вони поділені на групки по 25 осіб з 3 професійними вожатими, які знаходяться разом з ними вдень і вночі. Діти мають п'ятиразове харчування в спеціальних їдальнях згідно зі збалансованим меню.
Високо розвинена економічна і технологічна інфраструктура Артеку. До послуг дітей в «Артеці» — 36 спальних корпусів, 10 їдалень, автопарк, власний медичний комплекс, дитячий готель у місті Сімферополь на 200 спальних місць; власний порт із можливістю стоянки 30 яхт, дитяча флотилія; яхта на 150 місць; Інтернет-клуби, 12 кінотеатрів, 5 готелів для гостей. «Артек» має навіть власну міліцію і пошту. Для дітей працюють 20 гуртків, 5 бібліотек, власна телестудія і щомісячний журнал.
В «Артеці» — 4 музеї і значна кількість постійних та тимчасових виставок. У Космічному музеї — одному з перших музеїв космосу на Землі, який заснував Юрій Гагарін, представлені унікальні експонати, що побували в перших космічних польотах. Таких експонатів немає більше ніде у світі.

Рівень спортивної бази «Артеку» досить високий. Тут є 11 обладнаних спортивних майданчиків та кортів, 4 нових відкритих басейнів; Палац спорту з гімнастичними та тренажерними залами, закритим басейном, де температура морської води взимку сягає 27 С. Центральний стадіон центру на 7500 місць відповідає всім міжнародним стандартам.

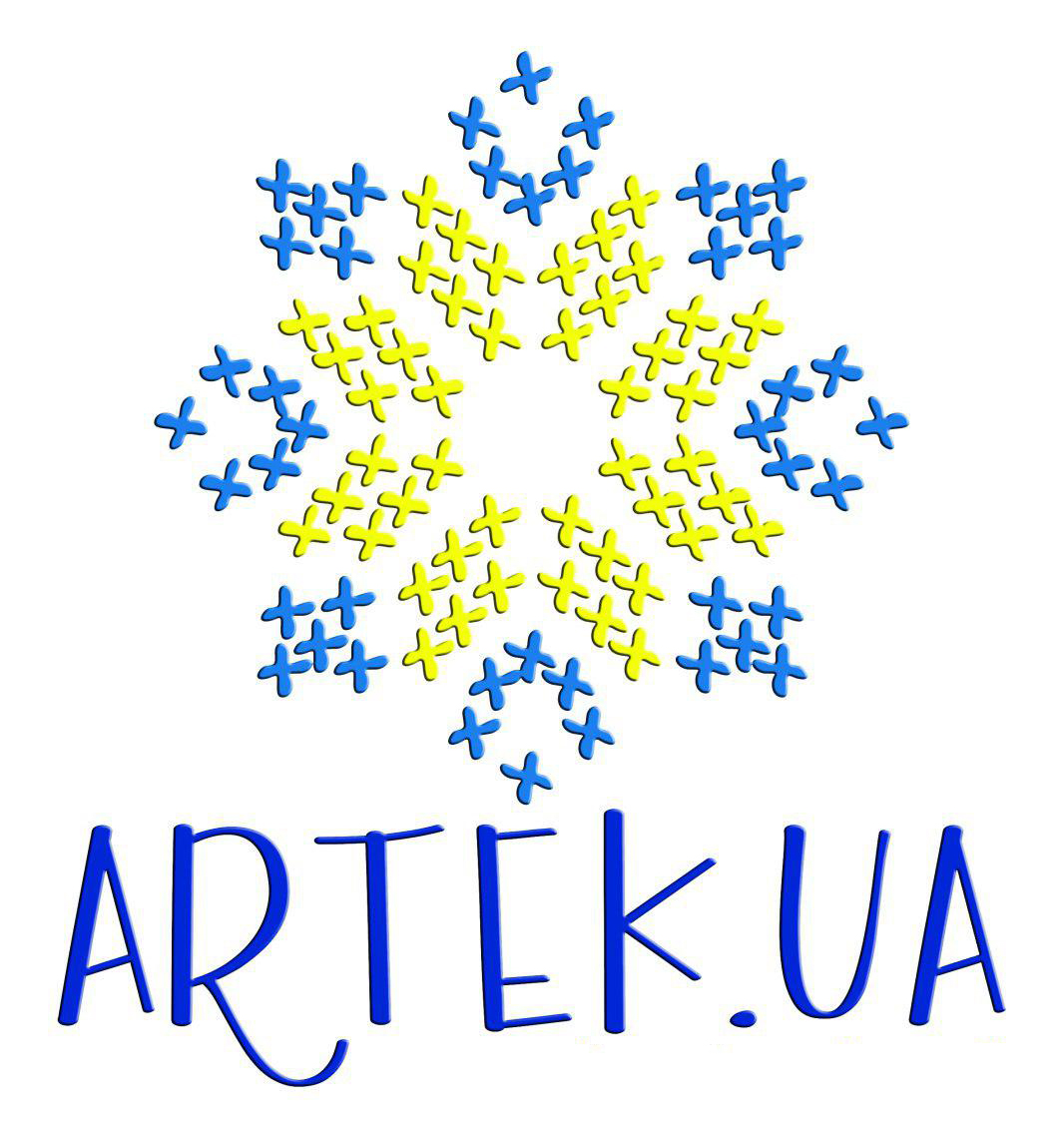
Логотип ДПУ "МДЦ «Артек»

Через неможливість функціонування дитячого центру на території окупованої АР Крим проведено перереєстрацію ДПУ "МДЦ «Артек».
22 червня 2016 року ДПУ "Міжнародний дитячий центр «Артек» [Архівовано 16 травня 2022 у Wayback Machine.] відновив свою роботу на базі санаторного комплексу «Пуща-Озерна» за адресою: Київ, Пуща-Водиця, 14-та лінія (50°55′60″ пн. ш. 30°34′12″ сх. д.; 16,6 км від станції метро Дорогожичі).
ДПУ "МДЦ «Артек» належить до сфери управління Державного управління справами України.
ДПУ "МДЦ «Артек» занесено до Державного реєстру дитячих закладів оздоровлення та відпочинку за № 312, Державного реєстру майнових об'єктів оздоровлення та відпочинку за № 798.
За результатами проведення державної атестації ДПУ "МДЦ «Артек» дитячому закладу присвоєно вищу категорію (реєстраційний номер 01).
Щорічно в дитячому центрі оздоровлюються понад 13 тисяч дітей, в тому числі діти, що потребують особливої уваги та підтримки.
Загальна територія ДПУ "МДЦ «Артек» складає 73 га. Загальна площа приміщень для розміщення та прийому дітей — 21012 квадратних метрів.
Розміщення дітей проводиться у комфортабельних кімнатах з усіма зручностями на 4-6 осіб.
На території дитячого центру розташовані: пляж, критий басейн, кіноконцертний зал, клубні приміщення, бібліотека, тренажерний зал, футбольне поле, спортивні майданчики, велосипедний парк, скайпарк, човнова станція, медичний центр з необхідним обладнанням, інноваційний освітній центр та культурно-мистецький центр.
Медична діяльність ДПУ "Міжнародний дитячий центр «Артек» здійснюється на підставі ліцензії на медичну практику (серія АЕ № 281486) видана Міністерством охорони здоров'я України від 05.09.2013 року.
У 2017 році до ДПУ "МДЦ «Артек» приєднано дитячу співдружність «Артек — Лісовий», що знаходиться за адресою: м. Київ, Житомирське шосе 17-км (50°46′33″ пн. ш. 30°28′00″ сх. д.).
Генеральний директор ДПУ "МДЦ «Артек» — Капустін Сергій Валентинович (з 2016 року), кандидат філософських наук, заслужений працівник соціальної сфери України.

## Структура
Структурний поділ «Артеку» змінювалося разом з його розвитком.
Спочатку наметове містечко на березі моря іменувалося просто «Дитячий табір в Артеку». Назва урочища Артек закріпилося як власне ім'я табору дещо пізніше, до 1930 року, коли у верхньому парку був побудований перший корпус для цілорічного прийому дітей. Він отримав найменування «Верхній табір», а наметовий біля моря — «Нижній». Третім артеківським табором став у 1937 році «Суук-Су», створений на базі переданого «Артеку» будинку відпочинку. Після Німецько-радянської війни в 1944 році «Артеку» був переданий будинок відпочинку «Колгоспна молодь», який став ще одним табором.
У п'ятдесяті роки «Артек» офіційно вважався комплексом кількох таборів. Його дирекція іменувалася «Управління всесоюзних піонерських таборів», а самі табори було заведено називати за номерами «Табір № 1» — «Табір № 4».
В 1959 році почалися роботи з втілення в життя проєкту «Великого Артеку». В 1961 на карті «Артеку» з'явилась перша знайома сьогоднішнім артеківцям назва табору — «Морський». Він був побудований на місці «Нижнього». А незабаром і весь «Артек» прийняв у загальних рисах нинішній вигляд. Табір, побудований на місці «Верхнього», отримав назву «Гірський». За задумом авторів він повинен був складатися із трьох піонерських дружин, кожна з яких розміщувалася в окремому великому корпусі. На порожній до цього території в центрі «Артеку» був побудований новий табір «Прибережний». Він став найбільшим табором і об'єднав 4 дружини. Табори «Суук-Су» і «Колгоспна молодь» серйозних зовнішніх змін не зазнали, але отримали нові назви: «Бірюзовий» та «Кипарисний» відповідно. У кожному з них, як і в «Морському», розміщувалася одна піонерська дружина. Основні роботи були завершені до 1964 року. Автори проєкту — група архітекторів, очолювана Анатолієм Полянським, в 1967 році були нагороджені Державною премією СРСР в області архітектури.
Таким чином, на момент розпаду СРСР «Артек» складався з 5 таборів, які об'єднували 10 дружин: «Морський» (дружина «Морська»), «Гірський» (дружини «Алмазна», «Кришталева», «Бурштинова»), «Прибережний» (дружини «Лісова», «Озерна», «Польова», «Річкова»), «Бірюзовий» (дружина «Бірюзова») і «Кипарисний» (дружина «Кипарисна»)
Ця артеківська структура збереглася досі, але до кінця 90-х років склалася нова традиція — всі артеківські дружини тепер називаються «Дитячими таборами», а «Гірський» і «Прибережний» — комплексами таборів. Хоча артеківці старшого покоління продовжують називати таборами «Морський», «Кипарисний» і «Бірюзовий», а решта — дружинами. Кілька років тому, у зв'язку з аварійним станом корпусу, прийом дітей в дружину «Алмазна» був припинений.
У 60-ті роки передбачалося, що будівництво «Артеку» буде продовжено. Групою Полянського були спроєктовані табори «Скельний» і «Повітряний», ряд об'єктів культурного та освітнього призначення, однак цим планам не судилося збутися.
Крім вищеназваних таборів в структуру «Артеку» входять дві гірські турбази «Діброва», «Криничка», в які здійснюються поїздки деяких артеківських загонів.
Сьогодні, після проведеного кілька років тому капітального ремонту «Морського» і «Гірського» (радикально змінився зовнішній та внутрішній вигляд корпусів) побутові умови і витрати на підтримку матеріальної бази різних артеківських таборів розрізняються. Відповідно, помітно різниться вартість путівок і, як наслідок, соціальний склад відпочиваючих дітей.

## Діяльність
Основні напрями і складові роботи табору:

### Медично-оздоровча
Спочатку це було головне, а за задумом З. П. Соловйова, можливо, і єдине призначення «Артеку». Про це свідчить той факт, що з моменту відкриття головною посадовою особою табору був лікар. У табір направляли винятково дітей з діагнозом «туберкульозна інтоксикація», або тих, хто перебуває в групі ризику по цьому захворюванню. Режим передбачав медичні та гігієнічні процедури, відповідним чином складалось меню. Пізніше до кожного загону разом з вожатим був прикріплений медичний працівник. Створений, як одна з установ Російського Червоного Хреста, Артек через деякий час було передано Міністерству Охорони здоров'я.
Актуальною ця функція «Артеку» була і в післявоєнні роки, проте поступово її місце зайняла функція «організації дитячого відпочинку», що включала в себе загальну фізкультуру, кліматотерапію, режим дня, але спеціальних медичних програм більше не передбачала. Навпаки, з'явився цілий список обмежень для направлення до «Артеку» за станом здоров'я, що зберігся понині. Хоча в офіційних документах і публікаціях ЗМІ перебування дітей у таборі сьогодні називається «оздоровленням».

### Виховна
Перші співробітники «Артеку» зазначали у своїх спогадах його відмінність від інших таборів з їх стройовою підготовкою і політичним вихованням. «Артек» був «табором нового типу», «табором-санаторієм». Головний піонерський девіз З. П. Соловйов переписав: «Будь здоровий! Завжди здоровий!» Зрозуміло, необхідність виховної роботи з дітьми під сумнів не ставилася. Але вже з перших років роботи табору в керівництві країни задумалися про перетворення його в «кузню кадрів» для майбутнього комсомольського активу.
Поступово функція патріотичного, політичного та ідеологічного виховання вийшла на перший план. Путівка до «Артеку» стала заохоченням, нагородою для піонера. До 90-х років «Артек» вважався «табором піонерського активу», тут проводилися Всесоюзні піонерські зльоти і тематичні зміни для активістів різних напрямків піонерської роботи. Однак на загальну думку артеківців тих років ця робота велася дуже делікатно, без перебільшень. На тлі загального охоплення піонерською роботою школярів країни «Артек» іноді виглядав навіть трохи по-дисидентськи. Вожаті та педагоги табору намагалися виховати в дітях справжню дружбу, а не абстрактний колективізм, і навіть служити ідеалам соціалізму вчили без показного звітування.

## Співробітники «Артеку»

Вожатий в таборі «Артек»

В «Артеці» працюють приблизно 2300 осіб, з яких постійно працюють приблизно 1600 висококваліфікованих співробітників і орієнтовно 700 осіб приймаються на роботу в сезон з травня по жовтень.
Серед них:
- 410 — вожаті в таборах;
- 60 — вчителі середньої школи;
- 150 — лікарі та медсестри;
- 450 — інженерні і технічні працівники;
- 70 — співробітники адміністрації;
- 35 — співробітники спецвідділення міліції з охорони «Артеку».

Вожаті, які працюють з дітьми в таборі, зазвичай молоді люди у віці 20—25 років, які мають педагогічну освіту. Всі вони укладають контракт з «Артеком» на 2—4 роки. Багато хто з них навчаються, без відриву від основної роботи, в Кримському гуманітарному факультеті Національного педагогічного університету ім. Драгоманова, що знаходиться в «Артеці».
У літній час, частина вожатих — студенти педагогічних ВУЗів та університетів різних країн.

### Керівники «Артеку»
- Попович Наталія Костянтинівна
- Лисий Ігор Васильович[8]

## Визначні пам'ятки

### Музеї
Найстаріший музей табору, краєзнавчий, був створений вже в 1936 році. Перші експонати для його колекції збирали самі артеківці на території табору і в його околицях. Сьогодні його експозиція знайомить з історією і природою Криму, тваринним і рослинним світом Артека і Чорного моря.
Незмінний інтерес не тільки у дітей, але і у дорослих гостей «Артека» викликає Аерокосмічна виставка, відкрита за пропозицією і за безпосередньої участі Юрієм Гагаріним у 1967 році. Основу експозиції склали подарунки космонавт ів, які приїздили до табору. Зокрема: тренувальний скафандр Юрія Гагаріна і скафандр Олексія Леонова, в якому був здійснений вихід у відкритий космос, парашут спускного апарата космічного корабля «Восток» і діюче тренувальне обладнання перших космонавтів.
«Музей історії Артека» — основний музей табору. Він був відкритий в 1975 році. Розділи його експозиції присвячені історії артеківської місцевості до заснування табору і основним етапам історії «Артека» — заснування табору і його перші роки, воєнний період та евакуація на Алтай, робота «Артеку» як міжнародного табору. Тут же зібрана велика колекція подарунків піднесених табору делегаціями та гостями. При музеї існує архів, в якому зберігаються рідкісні документи, пов'язані з історією СРСР і «Артека».
Наймолодший артеківський музей — «Морська виставка» знайомить дітей з історією руського флоту від перших морських походів слов'ян. У п'яти залах представлені зразки цивільної та військової морської техніки, документи, художні твори, присвячені флоту.
У 1970 році в «Морському», в будиночку Соловйова був відкритий музей засновника табору. Але зараз ніхто вже не може згадати, коли він був доступний для відвідування. Будиночок закритий вже багато років, що знаходиться всередині — невідомо.

## Парк
На території табору розташований Кипарисний парк.

## Розпорядок дня
Приблизний розпорядок дня в МДЦ «Артек»
| Літо | Весна-Осінь |

| Час         | Дія                                                 |
| ----------- | --------------------------------------------------- |
| 7:00        | Підйом                                              |
| 7:05        | Ранкова гімнастика, прибирання приміщень, території |
| 8:00        | Сніданок                                            |
| 9:15—12:30  | Пляж                                                |
| 13:00       | Обід                                                |
| 14:00       | Післяобідній денний відпочинок                      |
| 16:30       | Підвечірок                                          |
| 17:00—18:00 | Пляж                                                |
| 18:30       | Загонові справи                                     |
| 19:30       | Вечеря                                              |
| 20:00       | Загонові і загальнотабірні заходи                   |
| 22:00       | Друга вечеря                                        |
| 22:30       | Відбій                                              |

| Час        | Дія                                                 |
| ---------- | --------------------------------------------------- |
| 7:00       | Підйом                                              |
| 7:10       | Ранкова гімнастика, прибирання приміщень, території |
| 8:15       | Сніданок                                            |
| 9:30—12:30 | Школа                                               |
| 13:00      | Обід                                                |
| 14:15      | Післяобідній денний відпочинок                      |
| 16:10      | Підвечірок                                          |
| 16:45      | Загонові справи                                     |
| 19:15      | Вечеря                                              |
| 20:00      | Загонові і загальнотабірні заходи                   |
| 21:20      | Друга вечеря                                        |
| 22:00      | Відбій                                              |

## Небезпека закриття табору «Артек»
У січні 2009 року над табором «Артек» нависла загроза закриття внаслідок недофінансування. На знак протесту директор табору оголосив голодування.
Колишніми артеківцями та небайдужими людьми було організовано неформальний рух проти закриття «Артеку» та проведено кілька протестних мітингів у м. Київ.
Внаслідок активних дій громадськості табір вдалося відстояти.
- Крім відпочинку дітей, в МДЦ АРТЕК відбуваються конференції, наприклад Форум Відродження, оновлення, розвиток людини